# Svend Nielsen (komponist)
 Der er flere personer med dette navn, se Svend Nielsen.
Svend E. Nielsen (født 20. april 1937) er dansk komponist. Studerede musikvidenskab på Københavns Universitet parallelt med studier i musikteori ved Det Kgl. Danske Musikkonservatorium, hvor komponisterne Vagn Holmboe, Finn Høffding og Per Nørgård var hans lærere. Underviste i en årrække i teori på Det Jyske Musikkonservatorium.

## Værkliste

### Orkester
- Aria (1991) (23’)
- Aubade (1994) (12’)
- Blowing Winds (2002) (17’)
- Metamorfoser (1967) for 23 solostrygere (15’)
- Nocturne (1981) for 12 solostrygere (15’)
- Nuages (1972) (13’)
- Sommerfugledalen (2001) (50’)
- Stratocumulus (1978) (20')
- Symfoni nr. 1 (1978-79) (25’)
- Symfoni nr. 2 ‘Himmelbuer’ (1997) (25’)

### Værker for solist og orkester/ensemble
- Akustisk Regnbue (2002) for Alt og Concert Band (17') med tekst af Pia Tafdrup.
- Ekbátana (2006) for sopran og orkester (15') med tekst af Sophus Claussen.
- Kammerkantate (1975) for sopran og ensemble (20’) med tekst af Jørgen Leth.
- Sinfonia concertante (1994) for cello solo og ensemble (20')
- Svinedrengen (2003) for fortæller, sopran og baryton, pigekor og orkester (25') med tekst af H.C. Andersen.
- Violinkoncert (1985) for violin og orkester (25’)

### Værker for stort ensemble
- Carillons (1995) (18')
- Nightfall (1989) (21’)
- Skyggebilleder (1995) (20’)
- The Colour Blue (1998) (20’)

### Kammermusik
- Black velvet (1988) for klarinet og strygekvartet (14’)
- Luftkasteller (1993) for blæserkvintet (20’)
- Rondo (1985) for fløjte, klaver, violin, bratsch og cello (10’)
- Strygekvartet (1987) (22’)
- Tre karakterstykker og en arie (1997) for percussion ensemble (5 musikere) (15')
- Vindbilleder (1990) for horn, 2 trompeter, trombone og tuba (15’)

### Værker for soloinstrument
- An Introduction to the Contemporary Organ (1996-98) for orgel
- Fall (1987) for klaver (15’)
- Med lyset vandrer skyggen (1989) for orgel (15')

### Vokal
- Dreamsongs (1988) for sopran, altfløjte, elguitar og cello (12’)
- Opstigning mod Akseki (1979) for sopran, vibrafon/violin og guitar (8’)
- På bunden af min drøm (1993) for mezzo-sopran, klarinet, klaver og cello (18') med tekst af Pia Tafdrup
- Ritorneller (1994) for sopran og 2 guitarer (10’) med tekst af Emil Aarestrup (10’)
- Sommerfugledalen (1998/2004) for kammerkor (12 solo stemmer) (40’) med tekst af Inger Christensen
- Sonnetts of Time (1978) for sopran, fløjte, guitar, violin og cello (14’)
- Så stille (1986) for alt, altfløjte, vibrafon, guitar og cello med tekst af Gustav Munch-Petersen